# Митянин, Юрий Павлович
Юрий Павлович Митянин (род. 14 июля 1946, Туапсе, Краснодарский край) — советский ватерполист и российский ватерпольный тренер, мастер спорта СССР международного класса, заслуженный тренер России по водному поло.

## Карьера
С водным поло познакомился в Туапсе.
С 1965 по 1980 год защищал ворота ватерпольного клуба МГУ. Чемпион СССР 1972, 1973, 1974 и 1979 года. В 1974 году в составе команды МГУ стал обладателем кубка европейских чемпионов LEN и кубка обладателей кубков. Победитель Универсиад 1970 и 1973 года. Выпускник журфака МГУ.
Работает в МГУ, с 2002 года — директор учебного физкультурно-оздоровительного центра университета.
В 2002—2003 годах возглавлял женскую сборную России, завоевавшую бронзу чемпионата мира 2003 года.
Сотрудник Федерации водного поло России. На 2024 год член контрольно-ревизионной комиссии и член Исполкома Федерации водного поло России.
За многочисленные заслуги и большой вклад в развитие физической культуры и спорта Ю. П. Митянин награждён знаком «Отличник физической культуры», юбилейной медалью «В память 850-летия Москвы», в 2000 году ему присвоено почётное звание «Заслуженный работник физической культуры России».